# بالومار 4
بالومار 4 هي مجرة تتبع كوكبة الدب الأكبر. اكتشفها إدوين هابل في 1949.

## روابط خارجية
- بالومار 4 على موقع ويكي سكاي: DSS2, SDSS, GALEX, IRAS, Hydrogen α, X-Ray, Astrophoto, Sky Map, Articles and images